# Тркал, Виктор
Виктор Тркал (чеш. Viktor Trkal; 14 августа 1888[…], Остршетин — 3 сентября 1956, Прага) — чешский физик и математик, специалист в области теоретической квантовой физики.

## Биография
Родился 14 августа 1888 года в городе Остршетин у Пардубиц. В возрасте 18 лет поступил на физико-математическом факультет Карлова Университета в Праге, где в 1911 году получил звание доктора наук.
В начале Первой мировой войны был мобилизован в австро-венгерскую армию и отправлен на Восточный фронт, где был дважды ранен и в 1915 году взят в плен. По окончании войны он отправил письмо Оресту Хвольсону — профессору физики петербургского университета, который поспособствовал получению преподавательского места в первом пермском университете. В 1918 года защитил свою диссертацию и получил звание доцента.
Через год, в 1919 году, вернулся в Прагу и устроился ассистентом профессора в Карловом университете. В 1920 году работал ассистентом в университете в Лейдене (Нидерланды), где уделял внимание квантовой и волновой физике. В 1922 году стал профессором в Карловом университете, предварительно защитив диссертацию на звание доцента на факультете естествознания. После окончания Второй мировой войны занял должность декана факультета естествознания.
С 1942 по 1952 годы занимал должность главного секретаря в Чехословацкой академии наук и искусств, где основал Институт ядерной физики, но так и не стал ее членом по политическим причинам.

## Вклад в науку
В 1919 году Виктор Тркал выпустил статью о гидромеханике вязких жидкостей, где он упростил уравнение Навье-Стокса, используемое в гидромеханике. Статья пользовалась большой популярностью за рубежом, в частности в Норвегии, где впоследствии физик Оддвар Бьоргум ввел термин «Тркалянский поток».